# Земчичи

Племя на карте

Земчичи, Семчичи — средневековое славянское племя, входившее в состав племенного союза лютичей и населявшее области в среднем течении Лабы. Отождествляются с Фельдбергской культурой, как и все лютичи.